# Phosphatodraco
Phosphatodraco (nombre que significa en latín "dragón de fosfato", en referencia a los fosfatos de Marruecos, el país en que fue encontrado) es un género de pterosaurio pterodactiloide azdárquidos de edad del Maastrichtiense (Cretácico Superior) en la Cuenca Fosfática Oulad (o Qualad) Abdoun, Grand Doui, cerca de Khouribga, en el centro de Marruecos. 

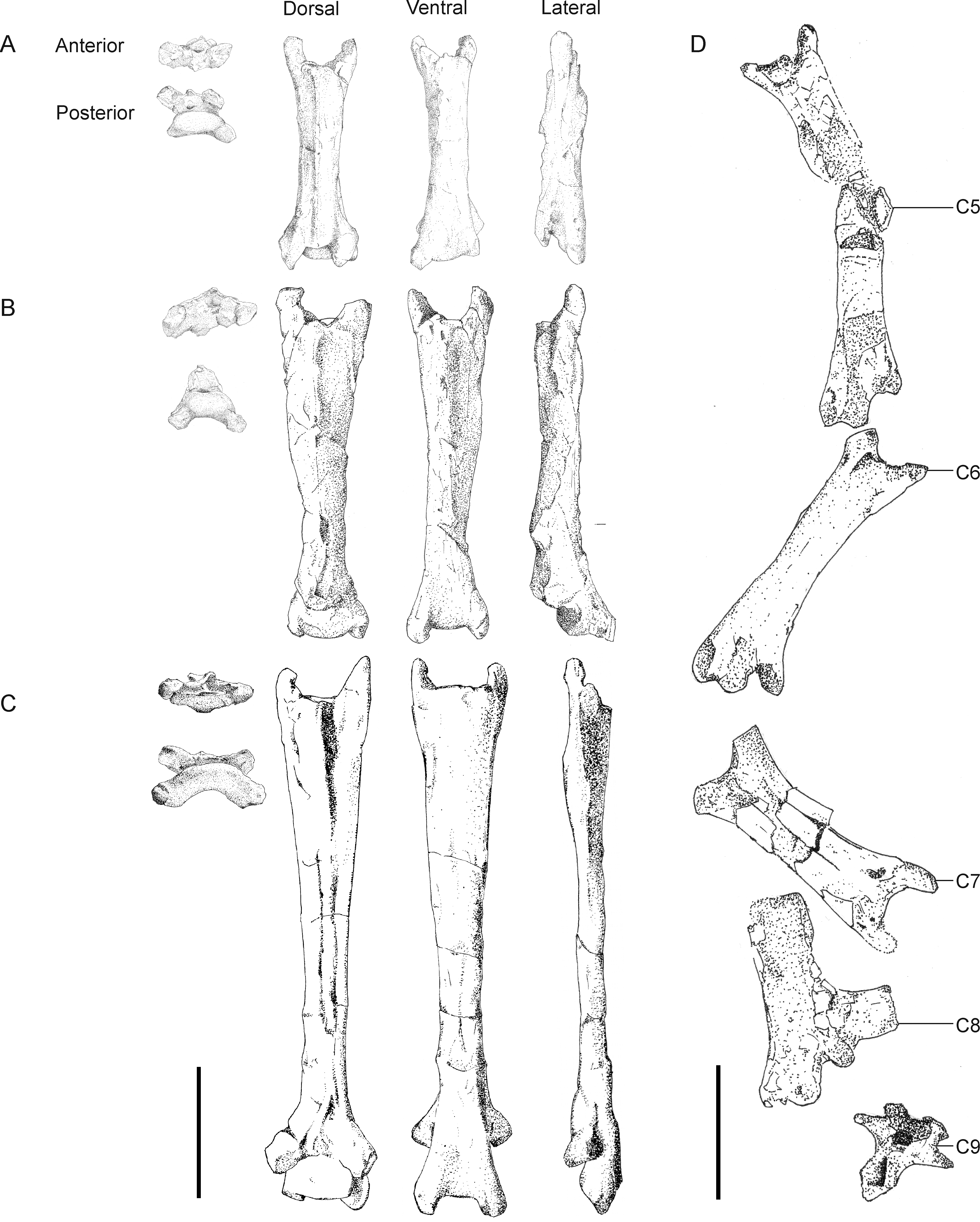
Una comparación de las vértebras cervicales de Quetzalcoatlus a la izquierda con el holotipo de Phosphatodraco a la derecha

Phosphatodraco está basado en el holotipo OCP DEK/GE 111, hallado en 2000, el cual está compuesto de cinco vértebras cervicales halladas en asociación, si bien estaban desarticuladas y comprimidas y un hueso de origen desconocido. Se cree que las vértebras cervicales forman la serie desde la quinta (la más larga con una longitud de treinta centímetros) a la novena. El individuo al cual pertenecían pudo haber tenido una envergadura de cerca de cinco metros. Es inusual entre los azdárquidos por tener vértebras alargadas en la base del cuello (también con espinas neurales), interpretadas como vértebras dorsales modificadas; el cuello es también uno de los más completos conocidos entre los azdárquidos. Fue uno de los últimos pterosaurios que vivió justo antes de que la extinción masiva del Cretácico-Terciario diera fin al grupo, y es el primer azdárquido que se encontró en el África del Norte. P. mauritanicus es la especie tipo así como la única conocida. El nombre científico de la especie se refiere a Mauretania.